# Dascyllus

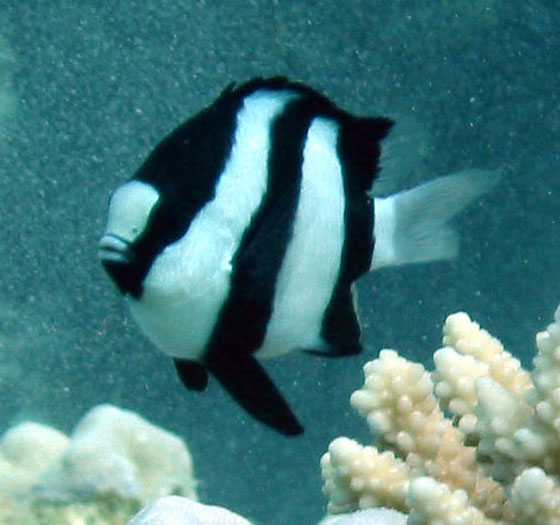
Dascyllus aruanus

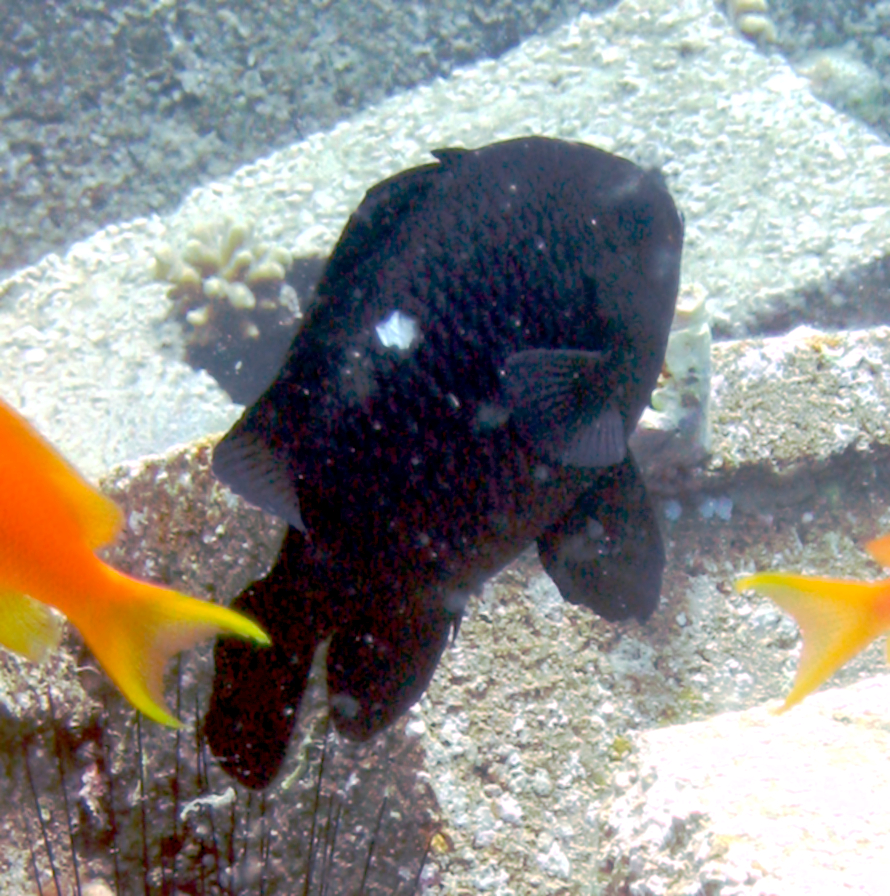
Dascyllus trimaculatus fotografiat a Taba (Egipte).

Dascyllus és un gènere de peixos de la família dels pomacèntrids i de l'ordre dels perciformes.

## Taxonomia
- Dascyllus albisella  (Gill, 1862)[1]
- Dascyllus aruanus (Linnaeus, 1758)[2]
- Dascyllus auropinnis (Randall i Randall, 2001)[3]
- Dascyllus carneus (Fischer, 1885)
- Dascyllus flavicaudus (Randall i Allen, 1977)
- Dascyllus marginatus (Rüppell, 1829)
- Dascyllus melanurus (Bleeker, 1854)
- Dascyllus reticulatus (Richardson, 1846)[4]
- Dascyllus strasburgi (Klausewitz, 1960)
- Dascyllus trimaculatus (Rüppell, 1829)[5]